# Andrea Matteo Palmieri
Andrea Matteo Palmieri (ur. 10 sierpnia 1493 w Neapolu, zm. 20 stycznia 1537 w Rzymie) – włoski kardynał.

## Życiorys
Urodził się 10 sierpnia 1493 roku w Neapolu. 30 lipca 1518 roku został wybrany arcybiskupem Acerenzy i Matery, uzyskując dyspensę z powodu nieosiągnięcia wieku kanonicznego. W czasie pontyfikatu Hadriana VI wspierał finansowo obronę przed atakiem morskim Turków na Rodos. Chciał poprowadzić wojska papieskie, jednak porażka obrońców wyspy zmusiła go do porzucenia tego pomysłu. 21 listopada 1527 roku został kreowany kardynałem prezbiterem i otrzymał kościół tytularny San Clemente. Rok później zrezygnował z zarządzania archidiecezją, na rzecz swojego brata, a w okresie 1534–1535 był kamerlingiem Kolegium Kardynalskiego. Pełnił rolę administratora apostolskiego Sarno (1529–1530, 1532–1534), Lucery (1534–1535), Conzy (1535) i Policastro (1535–1537). Zmarł 20 stycznia 1537 roku w Rzymie.